# Huerta (Castille-et-León)
Pour les articles homonymes, voir Huerta.
Huerta est une commune de la province de Salamanque dans la communauté autonome de Castille-et-León en Espagne.